# مرگ‌ها در ۲۰۲۵
این نوشتار فهرستی از افراد سرشناس است که در سال ۲۰۲۵ میلادی درگذشته‌اند.
- در هر عنوان به‌ترتیب نام شخص، سن، دلیل سرشناسی، ملیت (اگر قابل تأیید باشد)، علت مرگ و منبع آمده است.

## ژانویه

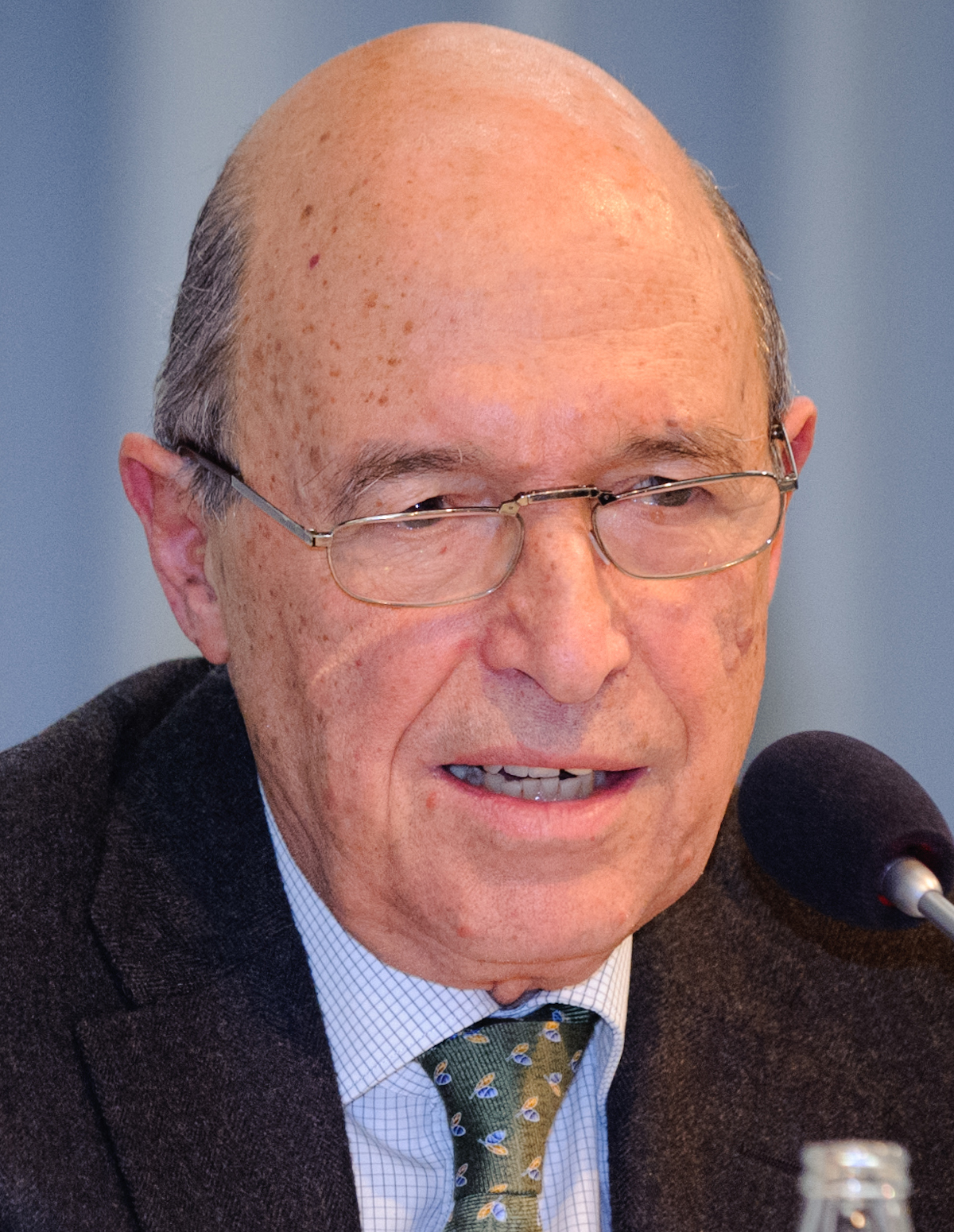
کوستاس سیمیتیس

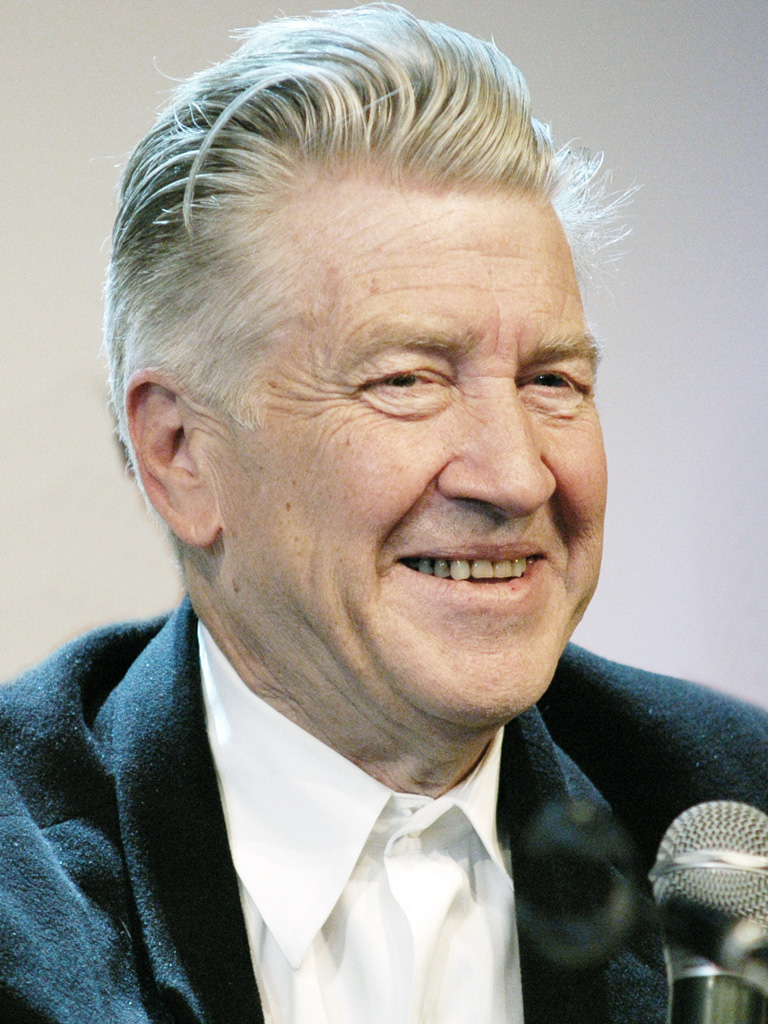
دیوید لینچ

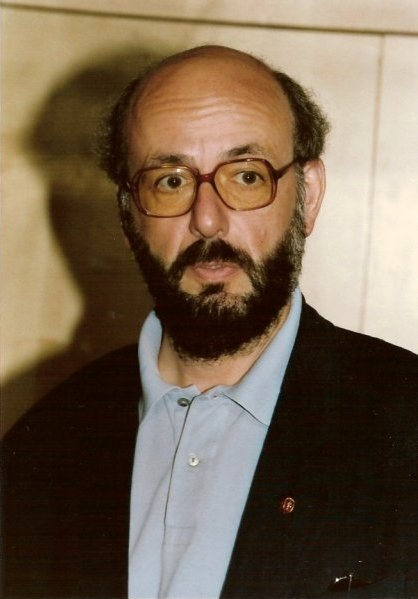
برتران بلیه

### ۱
- نورا اورلاندی، ۹۱، موسیقی‌دان، آهنگساز فیلم و بازیگر اهل ایتالیا.
- کاک، ۸۴، کاریکاتوریست و کارتونیست اهل هند.
- ایگور پوزنیچ، ۵۷، بازیکن فوتبال اهل اسلوونی.
- پرادیپ همسینگ جاهاو، ۷۰، سیاستمدار اهل هند.
- جان بی اوریلی جونیور، ۷۶، سیاستمدار اهل ایالات متحده آمریکا.
- وین آزموند، ۷۳، خواننده و موسیقی‌دان اهل ایالات متحده آمریکا.
- ژان میشل دفایه، ۹۲، آهنگساز و پیانیست اهل فرانسه.
- جوجو موچیاچیو، ۸۶، مدیر پارک و مکان های گردشگری اهل ایالات متحده آمریکا.

### ۲
- یان زاخارا، ۹۶، بوکسور اهل چکسلواکی.
- آگنش کلتی، ۱۰۳، ژیمناست اهل مجارستان.
- آلدو آجروپی، ۸۰، بازیکن و سرمربی فوتبال اهل ایتالیا.
- فردی تایفور، ۷۹، خواننده و بازیگر اهل ترکیه.
- لری کیش، ۸۳، مربی هاکی اهل کانادا.
- کریستوبال اروتگا، ۶۸، بازیکن فوتبال اهل مکزیک.

### ۳
- دیوید لاج، ۸۹، نویسنده و منتقد ادبی اهل بریتانیا.
- کنستانتین مانوس، ۹۰، عکاس اهل ایالات متحده آمریکا.
- برنتون وود، ۸۳، موسیقی‌دان اهل ایالات متحده آمریکا.
- هیروشی هارا، ۸۸، معمار اهل ژاپن.

### ۴
- ریچارد فورمن، ۸۷، نویسنده اهل ایالات متحده آمریکا.
- ماتیاس آکونا، ۳۲، بازیکن فوتبال اهل اروگوئه.
- آریگو پادوان، ۹۷، دوچرخه‌سوار اهل ایتالیا.
- الکساندر هومنیوک، ۴۸، بازیکن فوتبال اهل اوکراین
- کوستاس سیمیتیس، ۸۸، سیاستمدار اهل یونان.
- امیلیو اچواریا، ۸۰، بازیگر اهل مکزیک.
- النور مگوایر، ۵۴، عصب‌شناس اهل ایرلند.

### ۵
- خوان مانوئل بییا، ۸۶، بازیکن فوتبال اهل اسپانیا.
- گرد آچتربرگ، ۸۴، بازیکن فوتبال اهل مکزیک.
- اورلاندو کابرالز مارتینز، ۸۵، سیاستمدار و مهندس اهل کلمبیا.
- ویوین، ۳۲، درگ کوئین اهل انگلستان.
- رابرت هوبنر، ۷۶، شطرنج‌باز و نویسنده اهل آلمان.

### ۶
- هنی امان، ۷۶، سیاستمدار اهل آروبا.
- دوشان ماراویچ، ۸۵، بازیکن فوتبال اهل یوگسلاوی.
- خورخه فلورس، ۷۰، بازیکن بسکتبال اهل مکزیک.

### ۷
- ژان-ماری لو پن، ۹۶، سیاستمدار اهل فرانسه.
- پیتر یارو، ۸۶، موسیقی‌دان اهل ایالات متحده آمریکا.
- میروسواوا مارخلوک، ۸۵، بازیگر اهل لهستان.

### ۸
- کایل هاوارد، ۴۶، بازیگر اهل ایالات متحده آمریکا.
- گابریل دو بروی، ۹۳، تاریخ‌نگار اهل فرانسه.
- برایان آشر، ۸۰، بازیکن فوتبال اهل بریتانیا.
- الن ووسالو، ۹۴، پژوهشگر و روزنامه‌نگار اهل فنلاند.

### ۹
- بیل برج، ۹۲، بازیگر اهل ایالات متحده آمریکا.
- مانوئل الکین پاتاررویو، ۷۸، پزشک اهل کلمبیا.

### ۱۰
- یوگنیا دوبروولسکایا، ۶۰، بازیگر اهل اتحاد جماهیر شوروی.
- ساموئل دیوید مور، ۸۹، موسیقی‌دان اهل ایالات متحده آمریکا.

### ۱۱
- فریدون شهبازیان، ۸۲، آهنگساز و موسیقی‌دان اهل ایران.

### ۱۲
- منیره گرجی فرد، ۹۵، سیاستمدار اهل ایران.
- لزلی چارلسون، ۷۹، بازیگر اهل ایالات متحده آمریکا.
- کلود جرمن جونیور، ۹۰، بازیگر اهل ایالات متحده آمریکا.

### ۱۳
- میخیلو استرمخ، ۵۸، بازیکن فوتبال اهل اتحاد جماهیر شوروی.
- تونی بوک، ۹۰، بازیکن فوتبال اهل بریتانیا.
- اولیویرو توسکانی، ۸۲، عکاس اهل ایتالیا.

### ۱۴
- میخال یانیشفسکی، ۷۰، سیاستمدار اهل لهستان.
- آنتونی اسلتری، ۶۵، بازیگر اهل بریتانیا.
- سید ابراهیم نبوی، ۶۶، نویسنده و فعال سیاسی اهل ایران.
- فوریو کلمبو، ۹۴، روزنامه نگار و سیاستمدار اهل ایتالیا.

### ۱۵
- دیوید لینچ، ۷۸، کارگردان اهل ایالات متحده آمریکا.
- سید محمد اصغرشاه، ۷۵، سیاستمدار اهل پاکستان.
- روسنی اسمارت، ۸۴، سیاستمدار اهل هائیتی.
- آنا ماریا آکرمن، ۹۲، بازیگر اهل ایتالیا.
- جین‌نات وارک، ۸۵، کارگردان اهل ایالات متحده آمریکا.
- ملبا مونتگومری، ۸۶، خواننده و ترانه‌سرا اهل ایالات متحده آمریکا.
- لیندا نولان، ۶۵، بازیگر و خواننده اهل جمهوری ایرلند.

### ۱۶
- جک گیتت، ۹۵، شمشیرباز اهل فرانسه.
- دمیتری وولکوف، ۵۸، شناگر اهل اتحاد جماهیر شوروی.
- ولفگانگ وزمان، ۷۵، دوچرخه‌سوار اهل آلمان.
- ماساهارو اوئدا، ۸۷، فیلمبردار اهل ژاپن.
- جوآن پلورایت، ۹۵، بازیگر اهل بریتانیا.
- باب اوکر، ۹۰، بازیکن بیس‌بال اهل ایالات متحده آمریکا.

### ۱۷
- دیدیه گیوم، ۶۵، سیاستمدار اهل فرانسه.
- دنیس لا، ۸۴، بازیکن فوتبال اهل اسکاتلند.

### ۱۸
- میرکو والنتیچ، ۹۲، تاریخ‌نگار اهل کرواسی.
- گری بروک، ۶۴، بازیکن فوتبال اهل بریتانیا.
- راسل مارشال، ۸۸، سیاستمدار اهل نیوزیلند.
- علی رازینی، ۷۱، روحانی شیعه و قاضی اهل ایران.
- محمد مقیسه، ۶۸، روحانی شیعه و قاضی اهل ایران.
- فرشاد اسدی، ۳۸، شهروند اهل ایران و قاتل علی رازینی و محمد مقیسه.
- دان کیوپت، ۹۰، فیلسوف، الهی‌دان و کشیش اهل انگلستان.

### ۱۹
- پیر مرتن، ۸۵، نویسنده و منتقد ادبی اهل بلژیک.

### ۲۰
- برتران بلیه، ۸۵، کارگردان و فیلم‌نامه‌نویس اهل فرانسه.
- هارالد پالگار، ۷۴، کارگردان و فیلم‌بردار اهل نروژ.
- سسیل ریچاردز، ۶۷، سیاستمدار اهل ایالات متحده آمریکا.
- میمی الشربینی، ۸۶، بازیکن فوتبال اهل مصر.

### ۲۱
- مائوریسیو فونس، ۶۵، سیاستمدار و خبرنگار اهل السالوادور.

### ۲۲
- سرهنگ دیبیرز، ۸۰، کشتی‌گیر حرفه‌ای اهل ایالات متحده آمریکا.
- خوان آنتونیو رامون، ۸۱، بازیکن فوتبال اهل اسپانیا.
- بری گلدبرگ، ۸۲، موسیقی‌دان، آهنگساز و تهیه‌کننده موسیقی اهل ایالات متحده آمریکا.
- تابش مهدی، ۷۳، نویسنده، شاعر، منتقد و روزنامه‌نگار اهل هند.
- گابریل یاکوب، ۷۲، خواننده و ترانه‌سرا اهل فرانسه.
- لورتا فورد، ۱۰۴، پرستار اهل ایالات متحده آمریکا.

### ۲۳
- ژان-فرانسوا کان، ۸۶، نویسنده و پژوهشگر اهل فرانسه.
- کراسیمیر کوچف، ۵۰، کشتی‌گیر اهل بلغارستان.
- علیرضا آساهی، ۵۰، ورزشکار پرورش اندام اهل افغانستان.

### ۲۴
- جانفرانکو مانفردی، ۷۶، بازیگر، خواننده، آهنگساز و فیلم‌نامه نویس اهل ایتالیا.
- مکرم طالبانی، ۱۰۱، سیاستمدار اهل عراق.
- لخضر بویاحی، ۷۹، بازیکن فوتبال اهل الجزایر.
- آیریس کامینگز، ۱۰۴، خلبان اهل ایالات متحده آمریکا.
- قهرمان رشید، ۶۷، سیاستمدار اهل ایران.

### ۲۵
- هارپال برار، ۸۵، نویسنده، سیاستمدار و تاجر اهل هند.
- گرگ بل، ۹۴، ورزشکار پرش طول اهل ایالات متحده آمریکا.
- گلوریا رومرو، ۹۱، بازیگر اهل فیلیپین.
- درژان دالیپاگیچ، ۷۳، بازیکن بسکتبال اهل یوگسلاوی.
- آنتونی باسو، ۴۵، بازیکن فوتبال اهل فرانسه.

### ۲۶
- گاوسیتوه چیپه، ۱۰۲، سیاستمدار اهل بوتسوانا.
- هنس کلینگا، ۷۵، بازیگر و کارگردان اهل سوئد.

### ۲۷
- بالدور پریمل، ۸۵، اسکی‌باز پرش اهل اتریش.

### ۲۸
- مارینا کولاسانتی، ۸۷، نویسنده، مترجم و روزنامه‌نگار اهل برزیل.
- هورست یانسون، ۸۹، بازیگر اهل آلمان.

### ۲۹
- جانپائولو گریساندی، ۶۰، دوچرخه‌سوار اهل ایتالیا.
- سلوان مومیکا، ۳۸، منتقد اسلام و پناهندهٔ اهل عراق.
- چارلز جان واترز، ۸۹، نظامی اهل بریتانیا.

### ۳۰
- مرین فیث‌فول، ۷۸، خواننده اهل انگلستان.
- جولیوس چان، ۸۵، سیاستمدار اهل پاپوآ گینه نو.

### ۳۱
- دیک باتون، ۹۵، پاتیناژ‌باز اهل ایالات متحده آمریکا.
- کارلوس فررو، ۸۳، سیاستمدار اهل پرو.

## فوریه

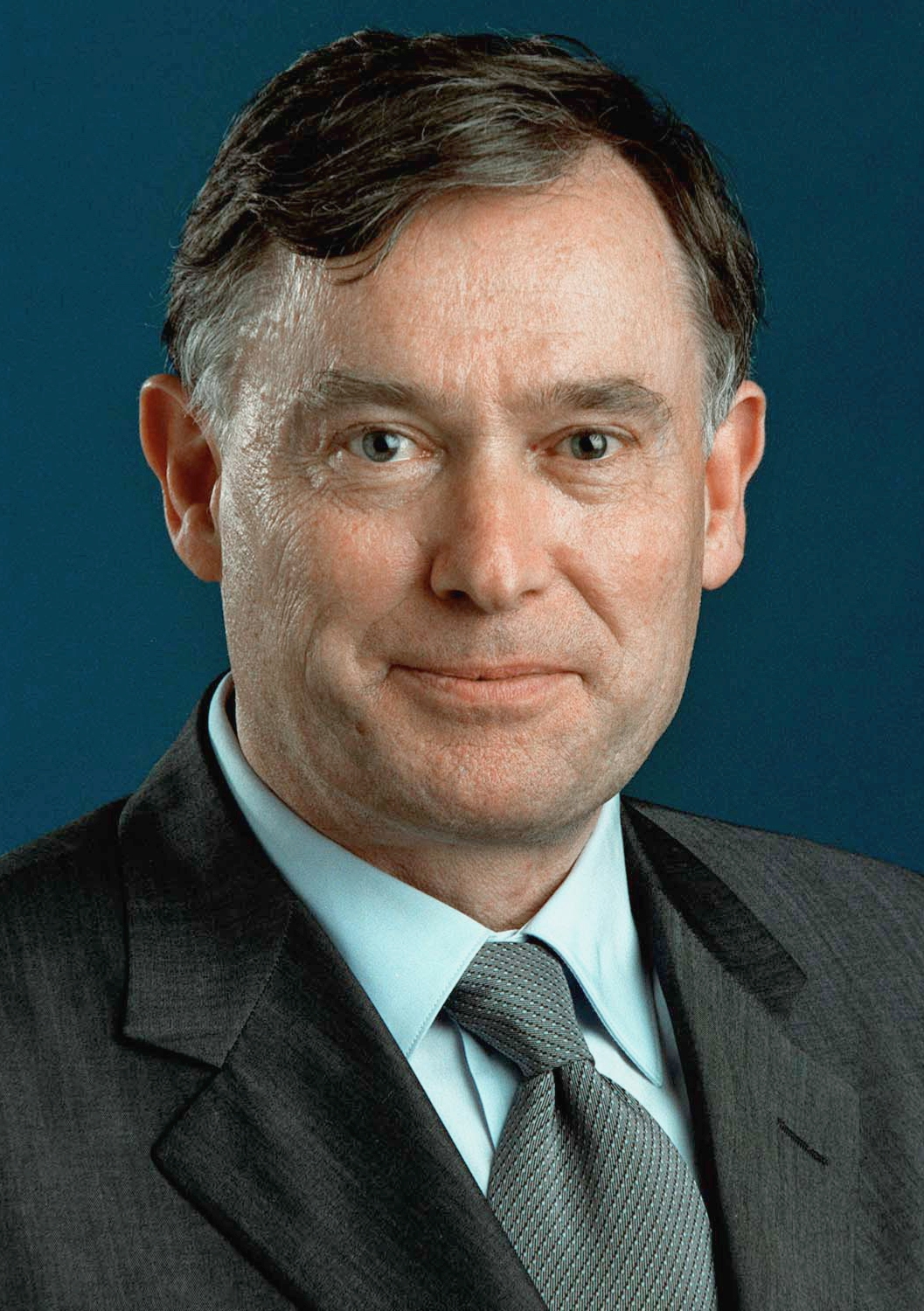
هورست کوهلر

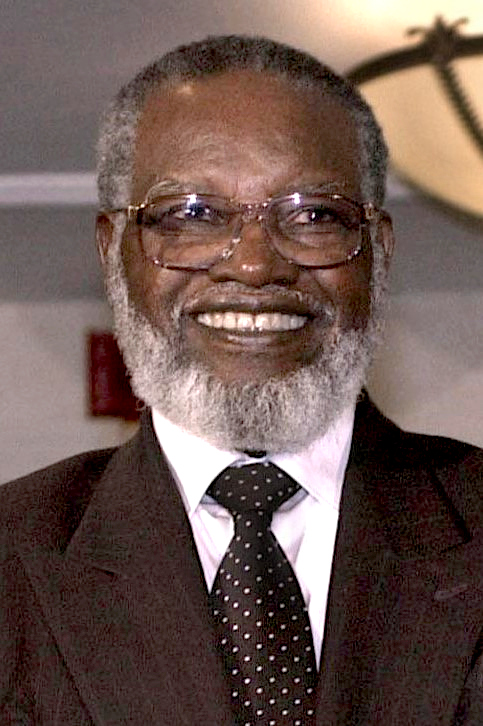
سم نوجوما

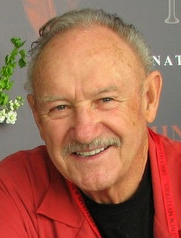
جین هکمن

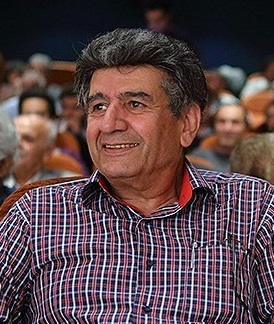
منوچهر والی‌زاده

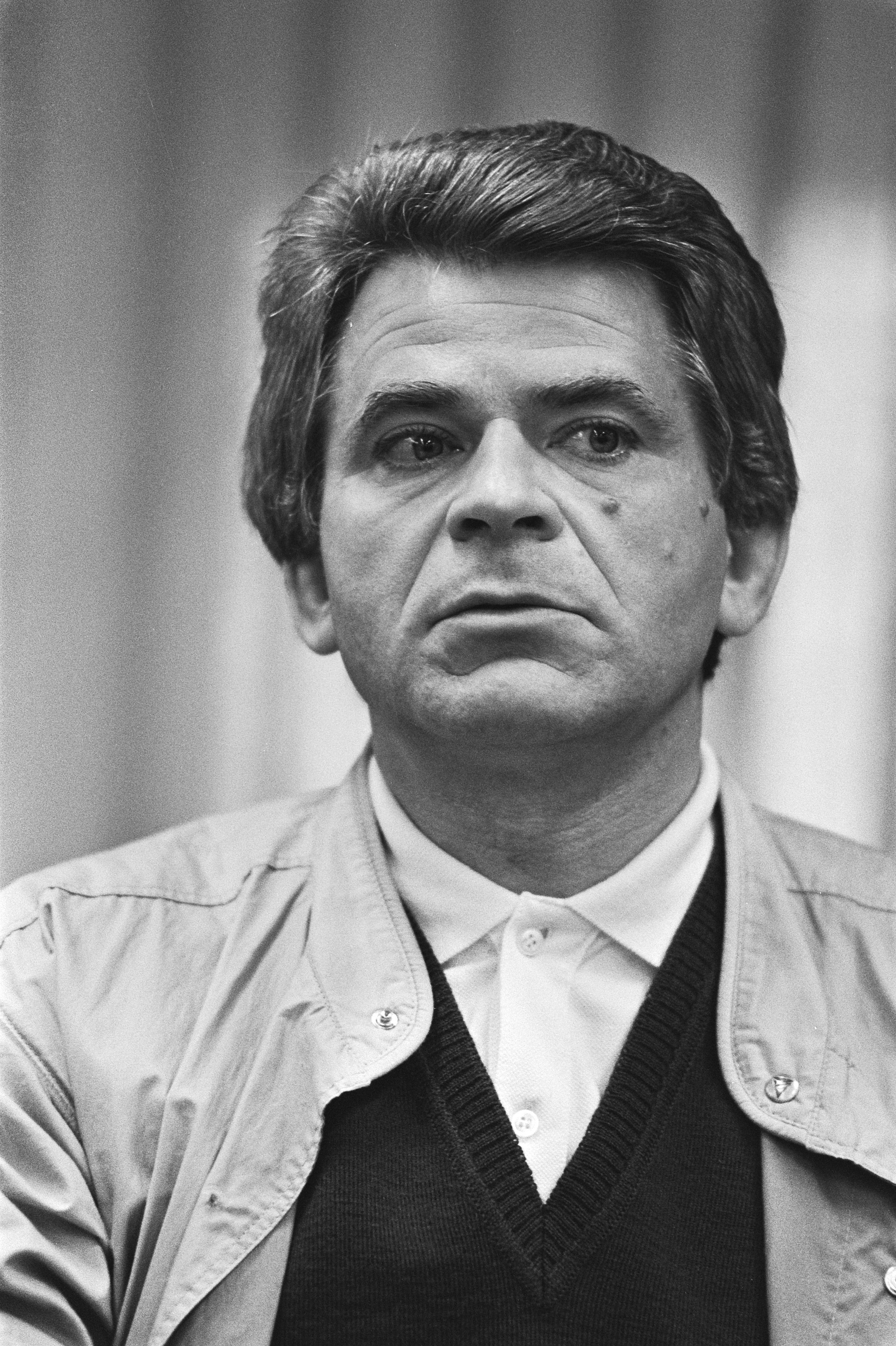
بوریس اسپاسکی

### ۱
- هورست کوهلر، ۸۱، سیاستمدار اهل آلمان.
- مهدی حاج‌محمد، ۷۴، فوتبالیست اهل ایران.
- زیگی رنتس، ۸۶، دوچرخه‌سوار اهل آلمان.
- رناتو کورستی، ۸۳، استاد دانشگاه و زبان‌شناس اهل ایتالیا.

### ۲
- لی جو شیل، ۸۰، بازیگر اهل کره جنوبی.
- برایان مورفی، ۹۲، بازیگر اهل انگلستان.
- اوگون آلتی‌پارماک، ۸۶، بازیکن فوتبال اهل ترکیه.
- باربی شو، ۴۸، بازیگر، خواننده و مجری اهل تایوان.
- فریدریش ویلهلم براون، ۸۳، بازیکن بسکتبال اهل برزیل.

### ۳
- لیما، ۸۳، بازیکن فوتبال اهل برزیل.
- پل پلیشکا، ۸۳، خواننده اهل ایالات متحده آمریکا.
- یورگن اشمود، ۸۸، سیاستمدار اهل آلمان.
- ویکتور مینزیس، ۷۷، بانکدار اهل هند.
- مایکل بوراووی، ۷۷، جامعه‌شناس اهل بریتانیا.

### ۴
- سید احمد غزالی، ۸۷، سیاستمدار اهل الجزایر.
- کریم آقاخان، ۸۸، امام اسماعیلیه و بشردوست اهل بریتانیا.
- صادق بریرانی، ۱۰۱، نقاش و طراح گرافیک اهل ایران.

### ۵
- ژاله سید هادی‌زاده، ۸۲، بازیکن والیبال اهل ایران.
- آرمن گیراگوسیان، ۶۴، سیاستمدار اهل ارمنستان.

### ۶
- کنت اندرسون کیچن، ۹۳، باستان‌شناس و پژوهشگر اهل اسکاتلند.
- دونالد شاوپ، ۸۶، مهندس اهل ایالات متحده آمریکا.
- ریچارد مردیت، ۹۲، بازیکن هاکی روی یخ اهل ایالات متحده آمریکا.
- نایجل مک‌کرری، ۷۱، فیلم‌نامه‌نویس اهل بریتانیا.

### ۷
- تونی رابرتس، ۸۵، بازیگر اهل ایالات متحده آمریکا.
- اکبر بهکلام، ۸۰، نقاش اهل ایران.
- توماس لیوس، ۸۳، تنیس‌باز اهل استونی.

### ۸
- سم نوجوما، ۹۵، سیاستمدار اهل نامیبیا.

### ۹
- اولگ استریژنوف، ۹۵، بازیگر اهل اتحاد جماهیر شوروی و روسیه.
- جرج دیویس، ۹۷، بازیکن فوتبال اهل بریتانیا.

### ۱۰
- ماریا تیپو، ۹۳، موسیقی‌دان و نوازنده پیانو اهل ایتالیا.

### ۱۱
- جورجیوس روبانیس، ۹۵، ورزشکار پرش با نیزه اهل یونان.
- ایوون شوکه-بروآ، ۱۰۱، ریاضی‌دان و فیزیک‌دان اهل فرانسه.

### ۱۲
- علی قاقرین، ۷۵، بازیکن فوتبال اهل سودان.

### ۱۳
- فتحی هپر، ۸۱، بازیکن فوتبال اهل ترکیه.
- مازیار تورانیان، ۲۸، شهروند ایرانی.
- یانوش دونائی، ۸۷، بازیکن و مربی فوتبال اهل مجارستان.
- جیم گای تاکر، ۸۱، سیاستمدار و وکیل اهل ایالات متحده آمریکا.
- رونی بویس، ۸۲، بازیکن فوتبال اهل بریتانیا.

### ۱۴
- ژنویو پژ، ۹۷، بازیگر اهل فرانسه.
- کوین ماجور هاوارد، ۶۹، بازیگر اهل کانادا.
- کارلوس جیه‌گس، ۸۴، کارگردان اهل برزیل.

### ۱۵
- لوئیس تئوبالد، ۸۶، بازیکن فوتبال اهل مالت.
- گرهارت باوم، ۹۲، وکیل و سیاستمدار اهل آلمان.
- خورخه نونو پینتو دا کوستا، ۸۷، مدیر ورزشی اهل پرتغال.
- موحسن هندریکس، ۵۷،  امام، محقق و فعال اهل آفریقای جنوبی.

### ۱۶
- ویکتور آنتونوف، ۵۲، کارگردان هنری اهل بلغارستان.
- کیم سه رون، ۲۴، بازیگر اهل کره جنوبی.
- اسکار والدز، ۷۸، بازیکن فوتبال اهل آرژانتین.
- جولیان هالووی، ۸۰، بازیگر اهل انگلستان.

### ۱۷
- وولکر روث، ۸۳، داور فوتبال اهل آلمان.
- ایرج رضایی، ۸۹، دوبلور، فیلم‌نامه‌نویس و شاعر اهل ایران.
- جیمز هریسون، ۸۸، اهدا کنندهٔ پلاسمای خون اهل استرالیا.

### ۱۸
- جین هکمن، ۹۵، بازیگر اهل ایالات متحده آمریکا.

### ۱۹
- منوچهر والی‌زاده، ۸۴، دوبلور و بازیگر اهل ایران.
- غلامحسین فرزامی، ۷۹، بازیکن فوتبال اهل ایران.
- ویلیام براودر، ۹۱، ریاضی‌دان و استاد دانشگاه اهل ایالات متحده آمریکا.

### ۲۰
- پیتر جیسون، ۸۰، بازیگر اهل ایالات متحده آمریکا.
- جری باتلر، ۸۵، خواننده و سیاستمدار اهل ایالات متحده آمریکا.
- دیوید ال. بورن، ۸۳، سیاستمدار اهل ایالات متحده آمریکا.

### ۲۱
- گوئن مک‌کری، ۸۱، خواننده اهل ایالات متحده آمریکا.
- برندان مک‌فارلین، ۷۳، فعال سیاسی جمهوری‌خواه اهل ایرلند.
- لین ماری استوارت، ۷۸، بازیگر اهل ایالات متحده آمریکا.

### ۲۲
- خورخه مارینه، ۸۳، دوچرخه‌سوار اهل اسپانیا.
- هانس ون دن بروک، ۸۸، سیاستمدار اهل هلند.
- مها بیرقدار، ۷۷، نقاش و شاعر سوری-لبنانی.

### ۲۳
- تانین کراویچین، ۹۷، سیاستمدار اهل تایلند.
- ویکتور آنگلس وارگاس، ۹۷، تاریخ‌نگار اهل پرو.
- یان جانسون، ۷۴، ورزشکار دو و میدانی اهل ایالات متحده آمریکا.

### ۲۴
- روبرتا فلک، ۸۸، خواننده اهل ایالات متحده آمریکا.
- پیت فان کاتوایک، ۷۴، دوچرخه‌سوار اهل هلند.

### ۲۵
- کریستا آرو، ۶۶، روزنامه‌نگار و سیاستمدار اهل استونی.
- روبرتو ارسی، ۵۱، فیلم‌نامه‌نویس و تهیه‌کننده اهل ایالات متحده آمریکا.

### ۲۶
- هانس پیرکنر، ۷۸، بازیکن فوتبال اهل اتریش.
- میشل تراکتنبرگ، ۳۹، بازیگر اهل ایالات متحده آمریکا.

### ۲۷
- خاویر دورادو، ۴۸، بازیکن فوتبال اهل اسپانیا.
- بوریس اسپاسکی، ۸۸، استادبزرگ شطرنج اهل روسیه.

### ۲۸
- محمد بن عیسی، ۸۸، سیاستمدار و دیپلمات اهل مراکش.

## مارس

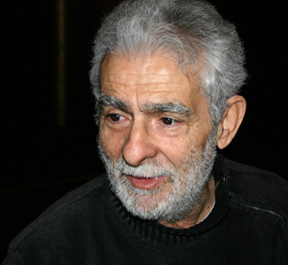
خوان مارگایو

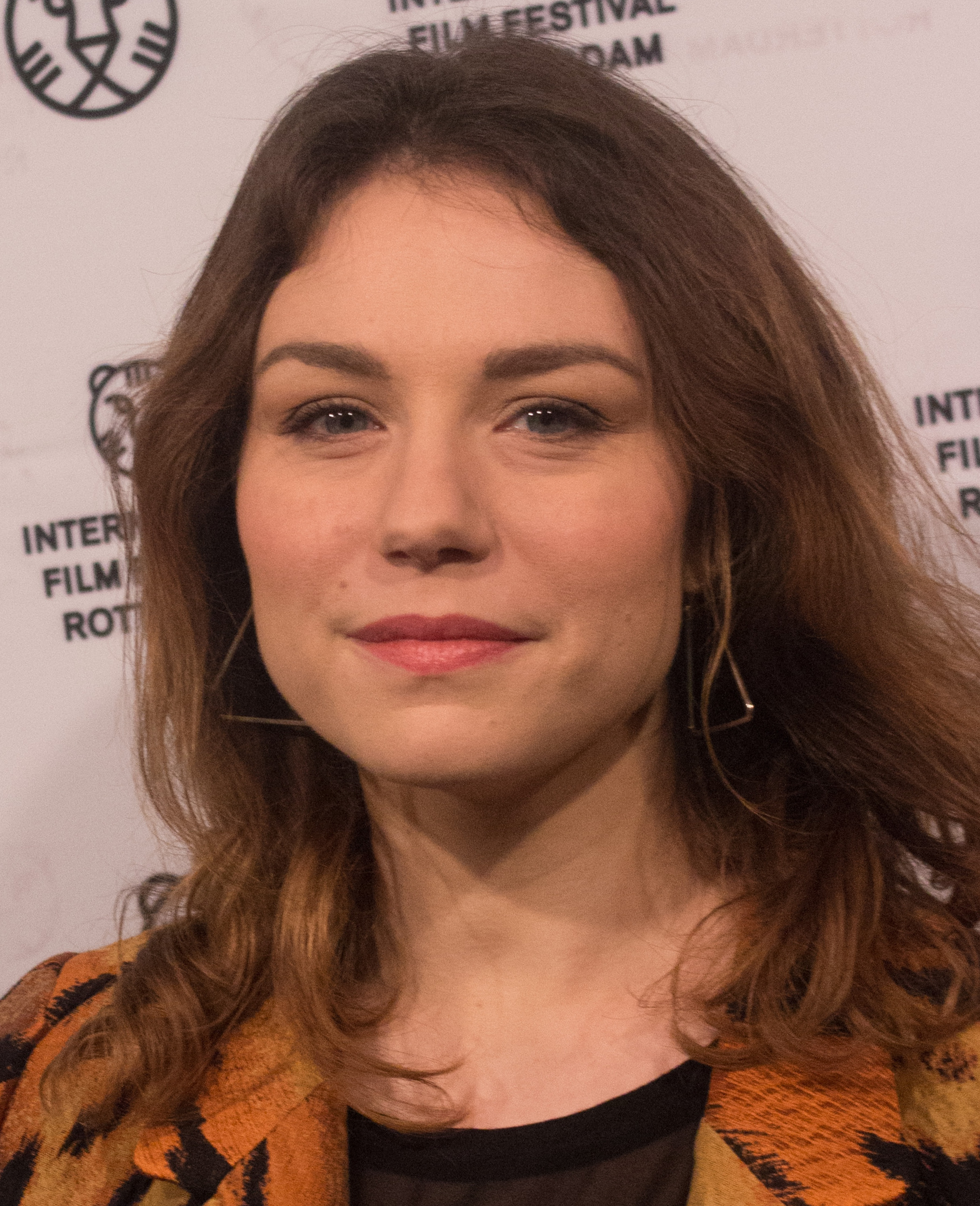
امیلی دوکن

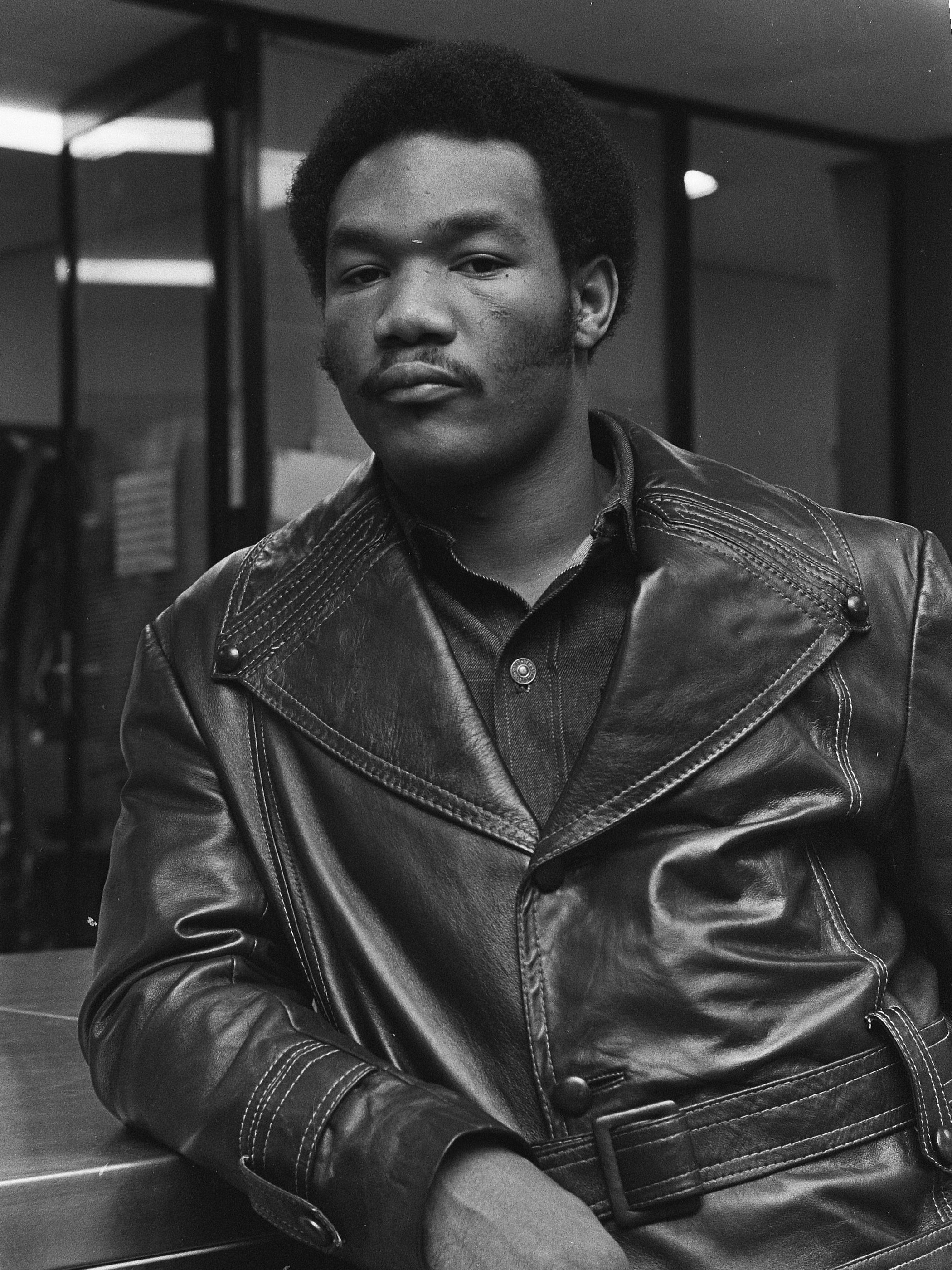
جرج فورمن

### ۱
- نیکو هیدالگو، ۳۲، بازیکن فوتبال اهل اسپانیا.
- مونتا مینو، ۸۰، مجری اهل ژاپن.
- انجی استون، ۶۳، موسیقی‌دان اهل ایالات متحده آمریکا.
- جک وتریانو، ۷۳، نقاش اهل اسکاتلند.

### ۲
- خوان مارگایو، ۸۴، بازیگر و کارگردان اهل اسپانیا.
- بووایسار سایتیف، ۴۹، کشتی‌گیر اهل روسیه.
- برنهارد فوگل، ۹۲، سیاستمدار اهل آلمان.
- وو چیا-وی، ۸۷، فیزیک‌دان اهل هنگ‌کنگ.

### ۳
- دور گولد، ۷۱، دیپلمات اهل اسرائیل.
- الئونورا جورجی، ۷۱، بازیگر، کارگردان و فیلم‌نامه‌نویس اهل ایتالیا.
- دنیس باند، ۷۷، بازیکن فوتبال اهل بریتانیا.
- لینکلن دیاز-بالارت، ۷۰، سیاستمدار و وکیل اهل ایالات متحده آمریکا.

### ۴
- سلوین راب، ۹۰، روزنامه‌نگار، نویسنده و خبرنگار اهل ایالات متحده آمریکا.

### ۵
- برونو پیزول، ۸۶، بازیکن فوتبال اهل ایتالیا.
- میخائیل واسیلی، ۶۴، بازیکن هندبال اهل اتحاد جماهیر شوروی.
- نوربرتو اوئسو، ۶۸، مربی و بازیکن فوتبال اهل السالوادور.
- فرد استول، ۸۶، تنیس‌باز اهل استرالیا.
- پاملا باک، ۶۱، بازیگر اهل ایالات متحده آمریکا.
- سندرا هاردینگ، ۸۹، فیلسوف اهل ایالات متحده آمریکا.

### ۶
- آنری دوئه، ۸۷، دوچرخه‌سوار اهل فرانسه.
- اولاوی سالونن، ۹۱، دونده دو نیمه‌استقامت اهل فنلاند.
- والتر بوخر، ۹۸، دوچرخه‌سوار اهل سوئیس.
- کلاوس ریشتسنهاین، ۹۰، دونده دو نیمه‌استقامت اهل آلمان. (مرگ در این تاریخ اعلام شد)

### ۸
- آثول فوگارد، ۹۲، نویسنده، نمایشنامه‌نویس، بازیگر و کارگردان اهل آفریقای جنوبی.

### ۹
- دیک مک‌تگرت، ۸۹، بوکسور اهل بریتانیا.

### ۱۰
- استنلی آر. جفی، ۸۴، کارگردان و تهیه‌کننده اهل ایالات متحده آمریکا.

### ۱۵
- کامران کاتوزیان، ۸۳، نقاش اهل ایران.

### ۱۶
- امیلی دوکن، ۴۳، بازیگر اهل بلژیک.

### ۱۷
- لی شاو-کی، ۹۷، کارآفرین، سرمایه‌دار و بانکدار اهل هنگ کنگ.

### ۱۸
- نادیا کاسینی، ۷۶، بازیگر و خواننده اهل ایالات متحده آمریکا.
- آرا دقتریکیان، ۶۰، بازیگر و مجری اهل ارمنستان.

### ۲۰
- ویتولد فوکین، ۹۲، سیاستمدار اهل اوکراین.
- عثمان سیناو، ۶۹، کارگردان و تهیه کننده اهل ترکیه.

### ۲۱
- پروانه اعتمادی، ۷۷، نقاش اهل ایران.
- جرج فورمن، ۷۶، بوکسور اهل ایالات متحده آمریکا.
- فیلیز آکین، ۸۲، بازیگر و مدل اهل ترکیه.
- جانکارلو گوئرینی، ۸۵، بازیکن واترپلو اهل ایتالیا.

### ۲۲
- رولف شیم، ۱۰۰، بازیگر اهل آلمان.

### ۲۳
- جانفرانکو بارا، ۸۴، بازیگر اهل ایتالیا.
- سام کین، ۹۳، نویسنده و فیلسوف اهل ایالات متحده آمریکا.

### ۲۵
- خوان آگیلرا، ۶۳، تنیس‌باز اهل اسپانیا.
- رحیم عبدالله، ۷۷، بازیکن فوتبال اهل مالزی.
- ماساهیرو شینودا، ۹۴، کارگردان اهل ژاپن.

### ۲۸
- آلفردو، ۷۸، بازیکن فوتبال اهل برزیل.

### ۲۹
- ریچارد چمبرلین، ۹۰، بازیگر اهل ایالات متحده آمریکا.
- اروین لنک، ۹۴، سیاستمدار اهل اتریش.

### ۳۰
- آگوتا بویدوشو، ۸۱، بازیکن هندبال اهل مجارستان.

### ۳۱
- سیان باربارا آلن، ۷۸، بازیگر اهل ایالات متحده آمریکا.
- ژاک الونگ‌الونگ، ۴۰، بازیکن فوتبال اهل کامرون.
- ایو بوآسه، ۸۱، کارگردان و فیلم‌نامه‌نویس اهل فرانسه.

## آوریل

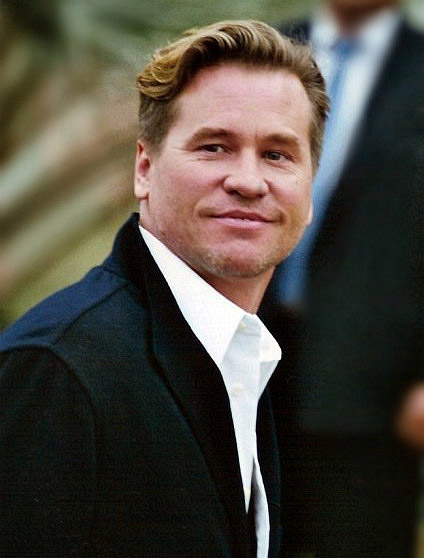
وال کیلمر

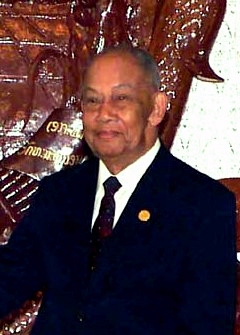
خامتای سیفاندون

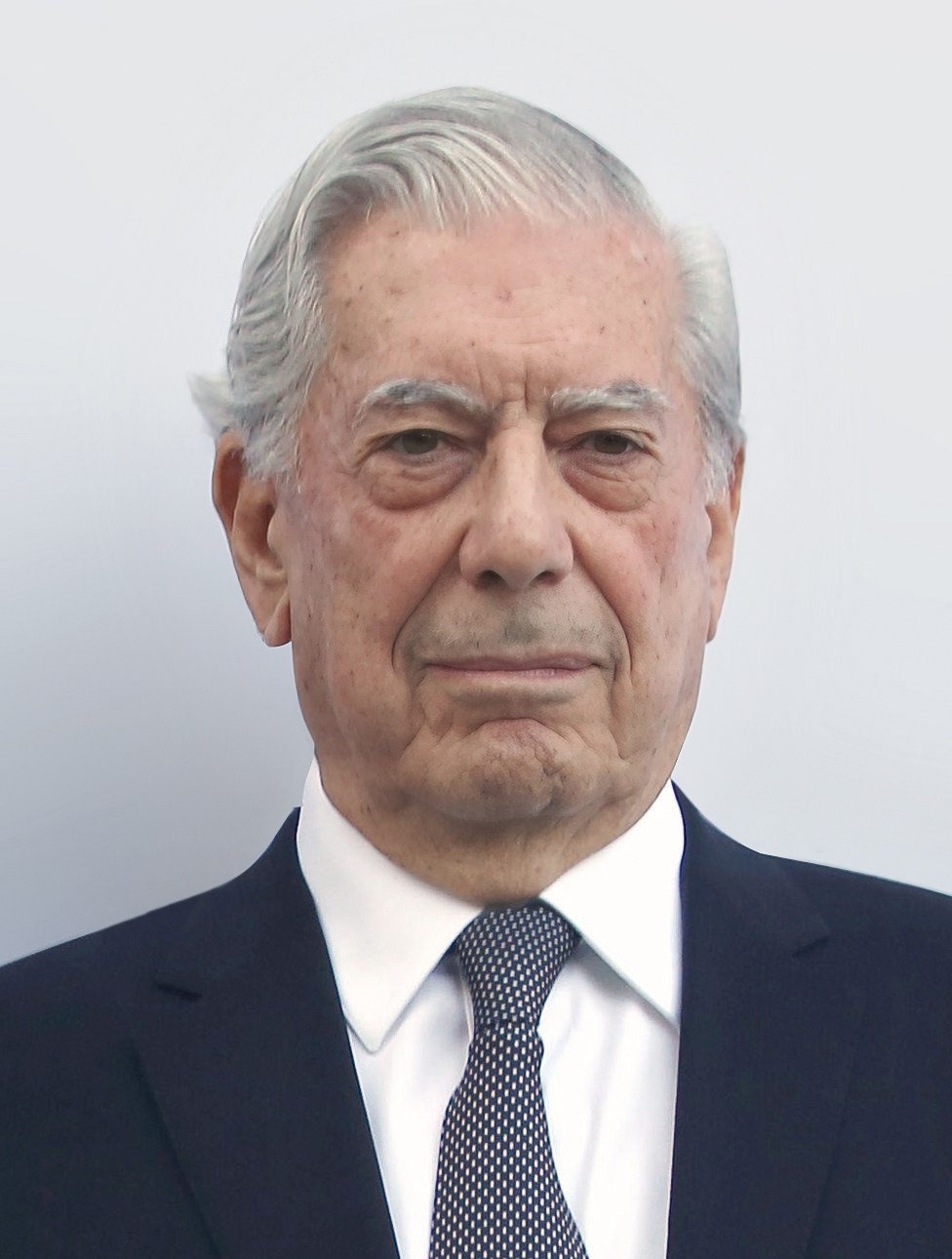
ماریو بارگاس یوسا

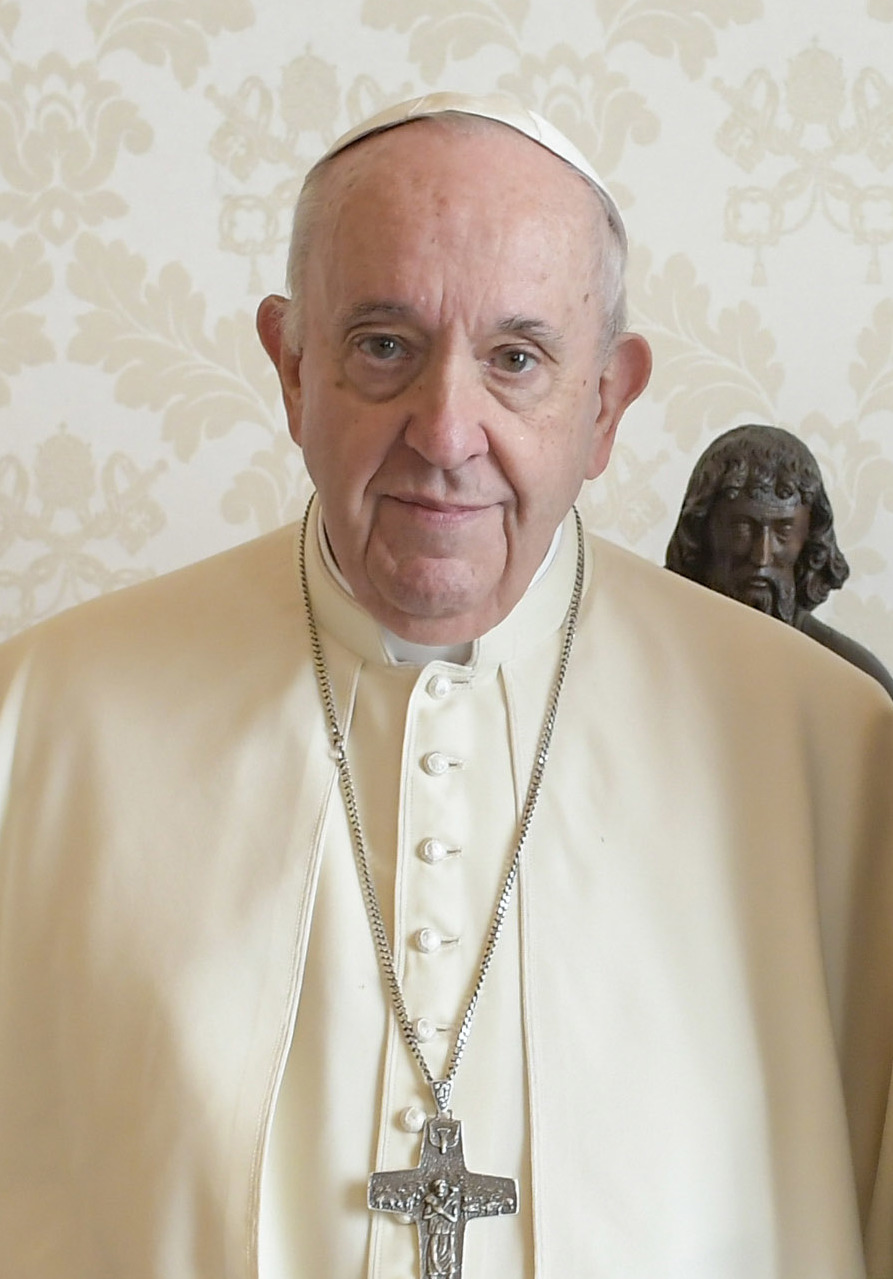
پاپ فرانسیس

### ۱
- فرامرز ظلی، ۸۲، بازیکن فوتبال اهل ایران.
- وال کیلمر، ۶۵، بازیگر اهل ایالات متحده آمریکا.

### ۲
- خامتای سیفاندون، ۱۰۱، سیاستمدار اهل لائوس.
- آلوئیس شوهلیک، ۸۵، بازیگر اهل جمهوری چک.

### ۳
- آمالیا استربینسکی، ۷۴، بازیکن هندبال اهل مجارستان.

### ۴
- مانوج کومار، ۸۷، کارگردان، بازیگر، فیلم‌نامه‌نویس و تدوین‌گر اهل هند.

### ۵
- آنتونلا فاساری، ۷۲، بازیگر اهل ایتالیا.
- محسن بوهلال، ۵۴، بازیکن فوتبال اهل مراکش.

### ۶
- آلبر وانوچی، ۷۷، بازیکن فوتبال اهل فرانسه.

### ۸
- سوتلانا ایوانونا گراسیمنکو، ۸۰، ستاره‌شناس روسی-اوکراینی.
- نیکی کت، ۵۴، بازیگر اهل ایالات متحده آمریکا.

### ۱۲
- لیونل جاستیر، ۶۸، بازیکن فوتبال اهل فرانسه.

### ۱۳
- جین مارش، ۹۰، بازیگر و فیلم‌نامه‌نویس اهل بریتانیا.
- ماریو بارگاس یوسا، ۸۹، داستان‌نویس، مقاله‌نویس، سیاستمدار و روزنامه‌نگار اهل پرو.

### ۱۴
- عبدالله احمد بداوی، ۸۵، سیاستمدار اهل مالزی.

### ۱۸
- نیکولا پوکریواچ، ۳۹، بازیکن فوتبال اهل کرواسی.

### ۲۰
- هوگو گاتی، ۸۰، بازیکن فوتبال اهل آرژانتین.
- ورنر لورانت، ۷۶، بازیکن فوتبال و مربی فوتبال اهل آلمان.

### ۲۱
- پاپ فرانسیس، ۸۸، پاپ کلیسای کاتولیک از مارس ۲۰۱۳ تا هنگام درگذشت در آوریل ۲۰۲۵، اهل آرژانتین.
- فرانسیس زامیت دیمچ، ۷۰، سیاستمدار اهل مالت.

### ۲۲
- لار پارک لینکلن، ۶۳، بازیگر اهل ایالات متحده آمریکا.

### ۲۳
- فؤاد المبزع، ۹۱، سیاستمدار اهل تونس.
- یوجین کوفی آدوبولی، ۹۰، سیاستمدار اهل توگو.

### ۲۷
- جیگلی کالینته، ۴۴، بازیگر و خواننده فیلیپینی-آمریکایی.

### ۲۸
- پریسیلا پوینتر، ۱۰۰، بازیگر اهل ایالات متحده آمریکا.

### ۳۰
- جولز وایجدنبوش، ۸۳، سیاستمدار اهل سورینام.
- بهمن صالح‌نیا،  ۸۶، بازیکن و مربی فوتبال اهل ایران.

## مه

### ۳
- سری ثریا اوندر، ۶۲، سیاستمدار و فیلم‌ساز اهل ترکیه.

### ۴
- پتروس مولیویاتیس، ۹۶، سیاستمدار اهل یونان.

### ۶
- جیمز فولی، ۷۱، کارگردان و فیلم‌نامه‌نویس اهل ایالات متحده آمریکا.
- انریکو پائولینی، ۸۰، دوچرخه‌سوار اهل ایتالیا.

### ۷
- کلئوپا مسیا، ۹۴، سیاستمدار اهل تانزانیا.

### ۹
- صاحب خزعل، ۸۲، بازیکن فوتبال اهل عراق.

### ۱۱
- انزو فراری، ۸۲، بازیکن فوتبال اهل ایتالیا.

### ۱۳
- خوزه موخیکا، ۸۹، سیاستمدار اهل اروگوئه.

### ۱۵
- فدریکا رانکی، ۸۶، بازیگر اهل ایتالیا.

### ۱۶
- رنه بونورا، ۷۳، بازیکن فوتبال اهل کوبا.

### ۱۹
- دیوید دمین، ۸۳، بازیکن فوتبال اهل انگلستان.

### ۲۰
- چان دوک‌لیونگ، ۸۸، سیاستمدار اهل ویتنام.
- جورج ونت، ۷۶، بازیگر اهل ایالات متحده آمریکا.

### ۲۲
- آلفردو پالاسیو، ۸۶، سیاستمدار اهل اکوادور.

### ۲۵
- ماری توماشووا، ۹۶، بازیگر اهل جمهوری چک.

### ۲۸
- سلمان خاسیمیکوف، ۷۲، کشتی‌گیر اهل روسیه.

## ژوئن

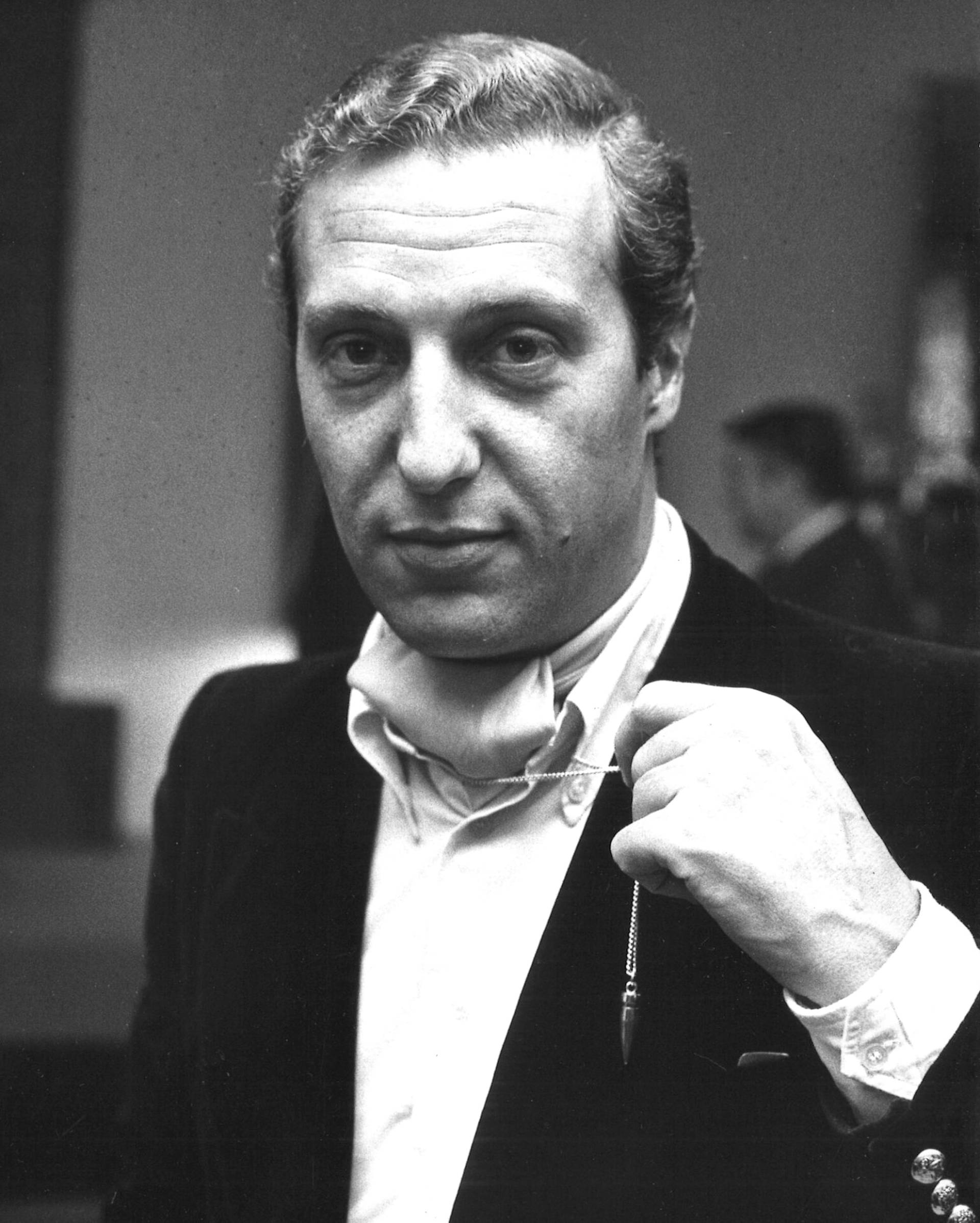
فردریک فورسایت

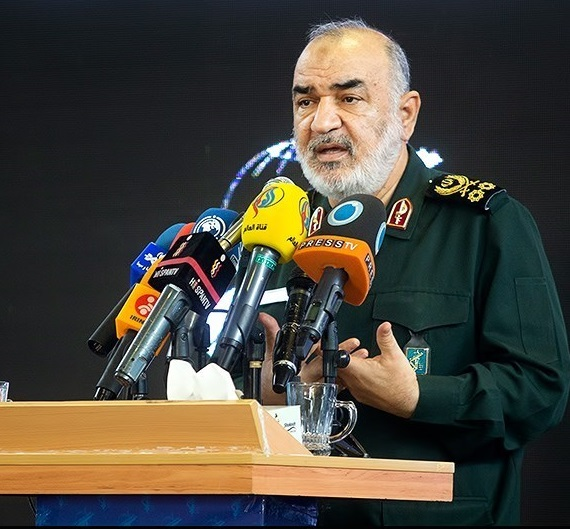
حسین سلامی

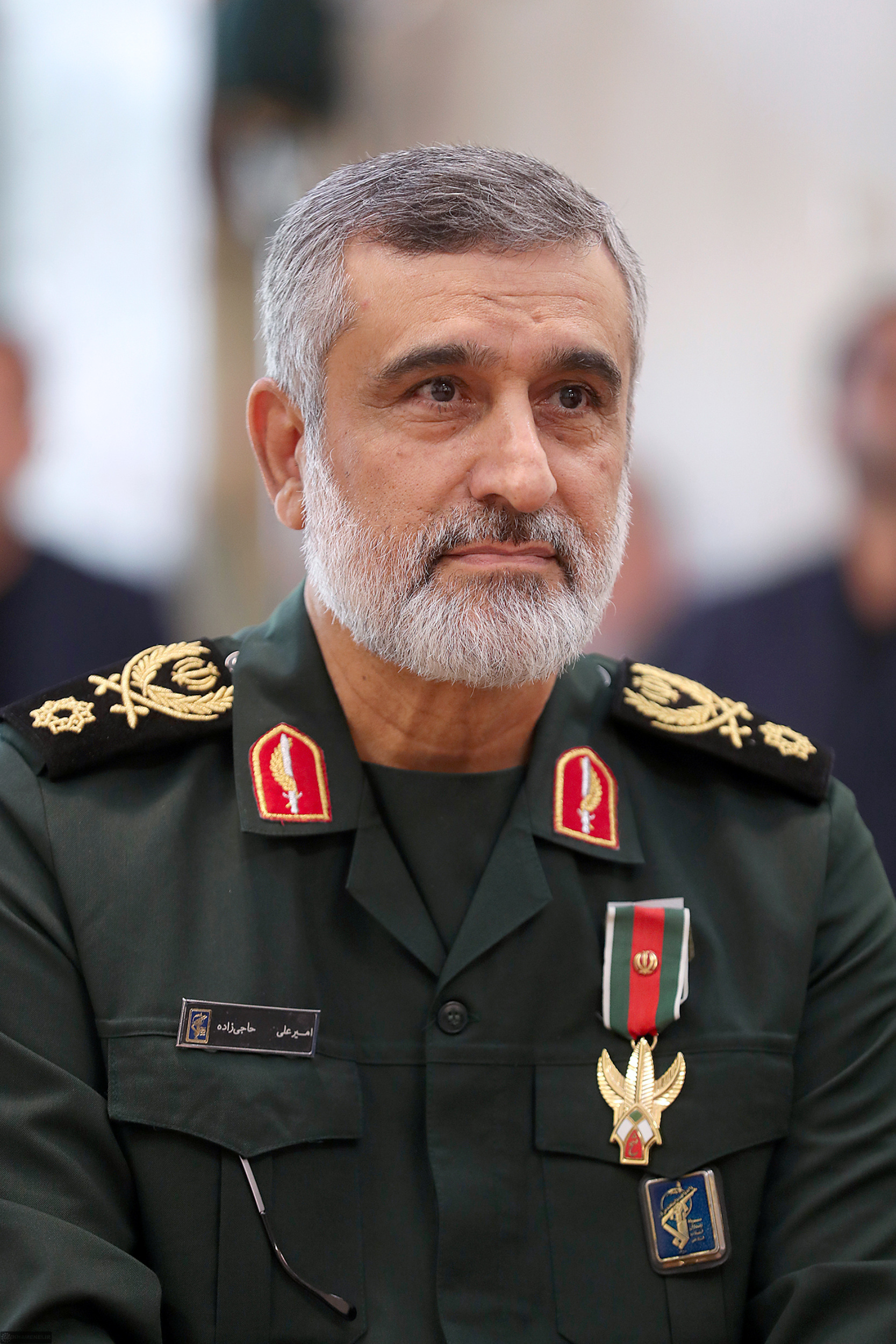
امیرعلی حاجی‌زاده

### ۴
- انزو استایولا، ۸۵، بازیگر اهل ایتالیا.

### ۵
- ادگار لونگو، ۶۸، سیاستمدار اهل زامبیا.

### ۸
- فرانسیس جاکوبتی، ۸۵، عکاس اهل فرانسه.

### ۹
- فردریک فورسایت، ۸۶، نویسنده اهل انگلستان.

### ۱۰
- سوچیندا کراپرایون، ۹۱، سیاستمدار اهل تایلند.
- بوجار بوکوشی، ۷۸، سیاستمدار اهل کوزوو.

### ۱۱
- برایان ویلسون، ۸۲، موسیقی‌دان، ترانه‌سرا، خواننده و تهیه‌کننده موسیقی اهل ایالات متحده آمریکا.

### ۱۳
- حسین سلامی، ۶۵، سرلشکر سپاه پاسداران انقلاب اسلامی ایران.
- محمد باقری، ۶۵، سرلشکر سپاه پاسداران انقلاب اسلامی ایران.
- امیرعلی حاجی‌زاده، ۶۳، سرتیپ سپاه پاسداران انقلاب اسلامی ایران.
- مهدی ربانی، سرتیپ سپاه پاسداران انقلاب اسلامی ایران.
- غلامعلی رشید، ۷۲، از فرماندهان سپاه پاسداران انقلاب اسلامی ایران.
- سید امیرحسین فقهی، ۴۶، مهندس هسته‌ای، پژوهشگر، استاد و معاون سازمان انرژی اتمی ایران.
- احمدرضا ذوالفقاری، ۶۵، استاد و رئیس سابق دانشکدهٔ علوم هسته‌ای دانشگاه شهید بهشتی در ایران.
- محمدمهدی طهرانچی، ۵۹، فیزیک‌دان، سیاستمدار و رئیس دانشگاه آزاد اسلامی ایران.
- عبدالحمید مینوچهر، ۶۳، فیزیک‌دان هسته‌ای اهل ایران.
- فریدون عباسی، سیاستمدار و مهندس هسته‌ای اهل ایران.
- سعید برجی، ۶۷، فیزیک‌دان هسته‌ای اهل ایران.
- اکبر مطلبی‌زاده، ۶۱، عضو هیئت علمی دانشگاه شهید بهشتی و مدرس فیزیک دانشگاه آزاد اسلامی یزد در ایران.
- غلامرضا محرابی، سرتیپ سپاه پاسداران انقلاب اسلامی ایران.
- داود شیخیان، ۴۸، سرتیپ سپاه پاسداران انقلاب اسلامی ایران.

### ۱۴
- ویولتا کامورو، ۹۵، سیاستمدار اهل نیکاراگوئه.

### ۱۵
- محمد کاظمی، ۶۳، سرتیپ سپاه پاسداران انقلاب اسلامی ایران.
- حسن محقق، سرتیپ سپاه پاسداران انقلاب اسلامی ایران.

### ۲۱
- اومبرتو پیناردی، ۹۷، بازیکن فوتبال اهل ایتالیا.

### ۲۴
- آلوارو ویتالی، ۷۵، بازیگر اهل ایتالیا.
- گوژ مانوکیان، ۸۸، بازیگر و سیاستمدار اهل ارمنستان.

### ۲۵
- هیتوشی موریشیتا، ۵۷، بازیکن فوتبال اهل ژاپن.

### ۲۷
- شفالی جاریوالا، ۴۲، بازیگر و مدل اهل هند.
- بامداد بیات، ۳۹، آهنگساز، تنظیم‌کننده و نوازنده پیانو اهل ایران.

### ۲۸
- ژاک ورنیه، ۷۶، بازیکن فوتبال اهل فرانسه.

### ۲۹
- آلن پیکاک، ۸۷، بازیکن فوتبال اهل انگلستان.

### ۳۰
- لایوش ساتمارانو، ۸۱، بازیکن و مربی فوتبال اهل رومانی.

## ژوئیه

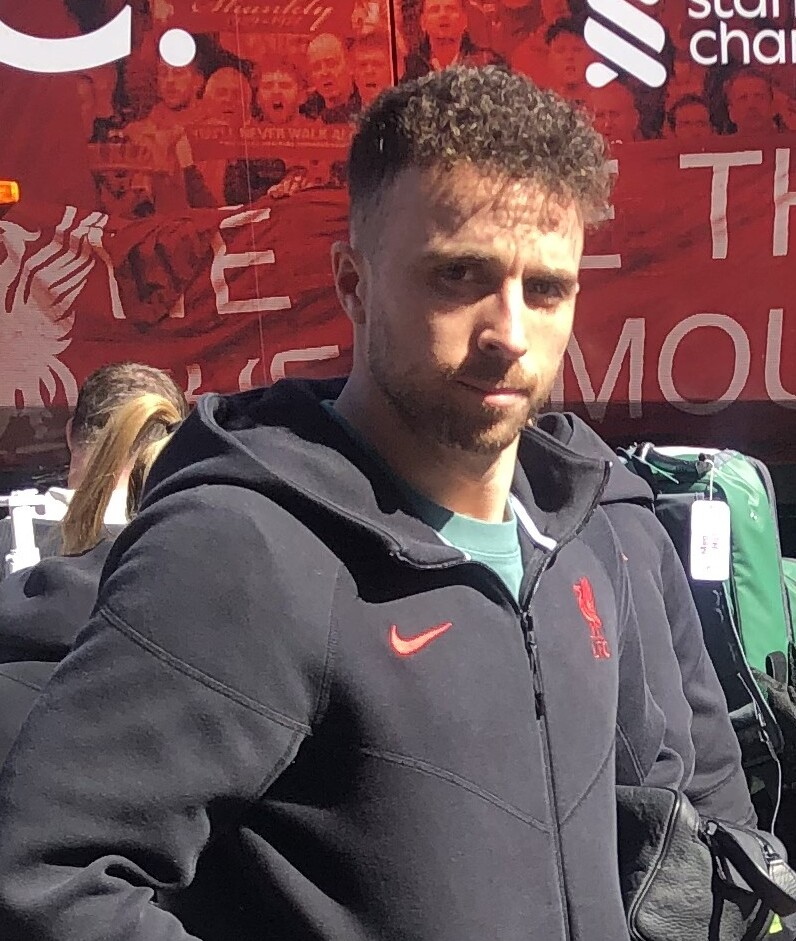
دیگو ژوتا

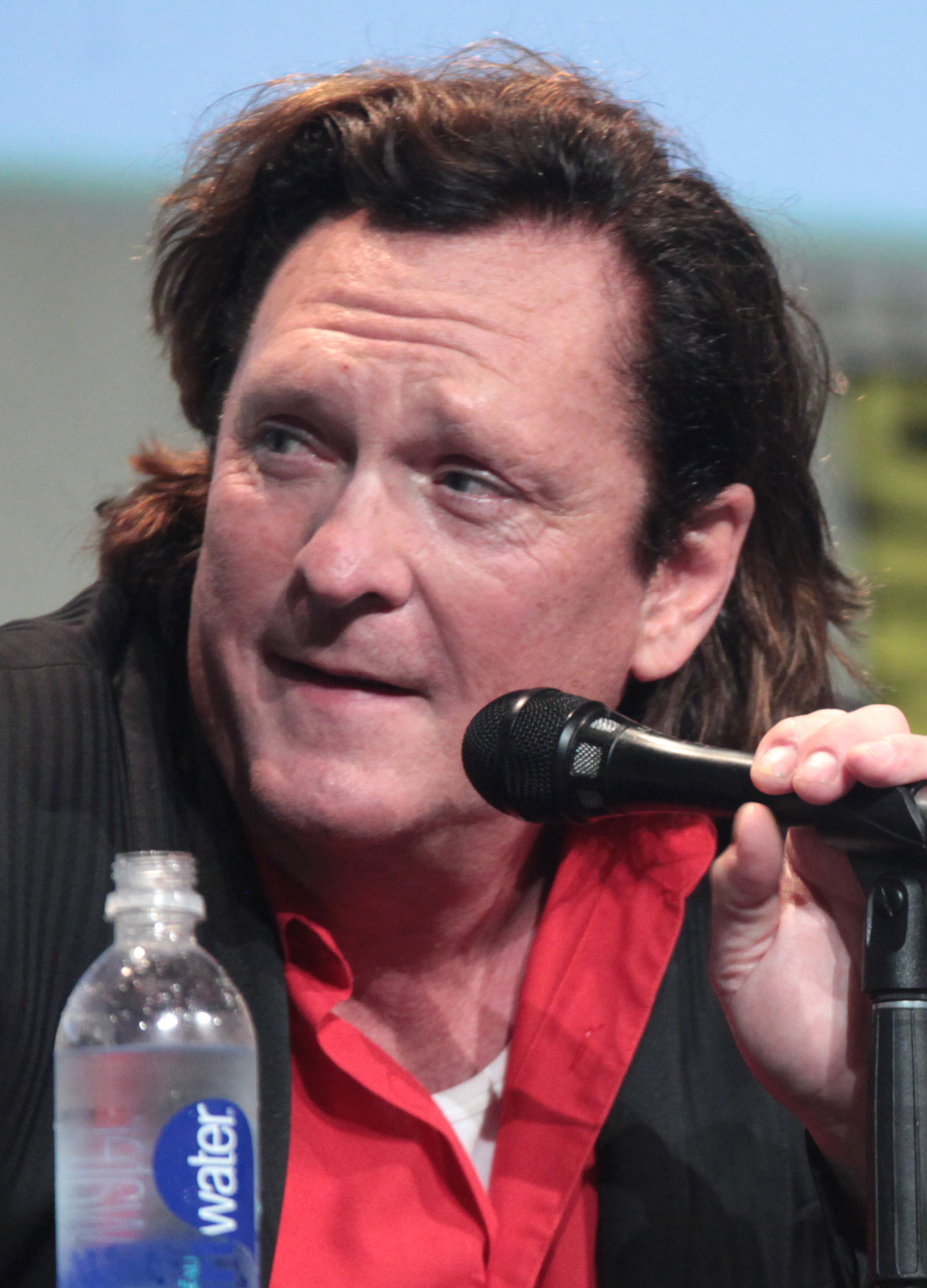
مایکل مدسن

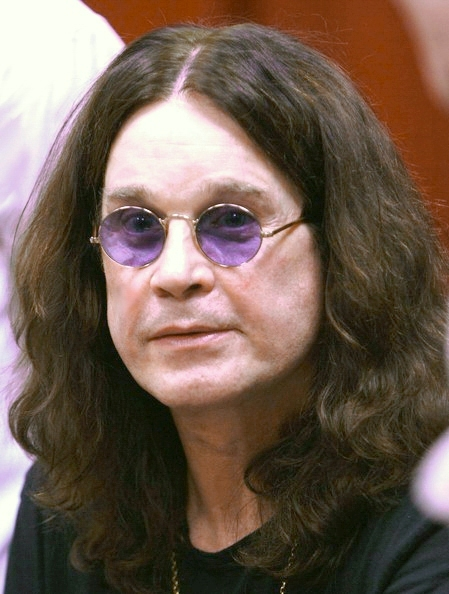
آزی آزبورن

### ۱
- رینوس اسرائیل، ۸۳، بازیکن فوتبال اهل هلند.
- فلورانس دوله، ۸۴، مترجم، نویسنده، فیلم‌نامه‌نویس و بازیگر اهل فرانسه.

### ۳
- دیگو ژوتا، ۲۸، بازیکن فوتبال اهل پرتغال.
- مایکل مدسن، ۶۷، بازیگر، تهیه‌کننده، نویسنده و شاعر اهل ایالات متحده آمریکا.
- پیتر روفایی، ۶۱، بازیکن فوتبال اهل نیجریه.

### ۴
- مارک اسنو، ۷۸، آهنگساز اهل ایالات متحده آمریکا.

### ۷
- خوان کوتیلاس، ۸۳، بازیکن فوتبال اهل اسپانیا.

### ۸
- انریکه نیکانور، ۸۰، کارگردان، تهیه‌کننده و نویسنده اهل اسپانیا.

### ۹
- یوانا بولکا، ۸۹، بازیگر اهل رومانی.

### ۱۲
- لوچیو روسو، ۸۰، فیزیک‌دان اهل ایتالیا.

### ۱۳
- محمدو بوهاری، ۸۲، سیاستمدار اهل نیجریه.

### ۱۴
- الکساندر میتا، ۹۲، کارگردان، بازیگر و فیلم‌نامه‌نویس اهل روسیه.
- آزاده خورشیددوست، ۷۱، بازیگر اهل ایران.

### ۱۸
- همایون، ۸۸، بازیگر اهل ایران.
- سرخیو کامپانا، ۹۰، بازیکن فوتبال اهل ایتالیا.

### ۱۹
- غلامعلی نعیم‌آبادی، ۸۱، روحانی و سیاستمدار ایرانی.

### ۲۲
- آزی آزبورن، ۷۶، خواننده و ترانه‌سرا اهل انگلستان.
- پین سلست، ۶۴، بازیکن فوتبال اهل ایتالیا.

### ۲۴
- هالک هوگان، ۷۱، کشتی‌گیر و بازیگر اهل ایالات متحده آمریکا.
- خولیو سزار کورتس، ۸۴، بازیکن و مربی فوتبال اهل اروگوئه.

### ۲۶
- ییرژی کرامپل، ۸۷، بازیگر اهل جمهوری چک.
- ویلی اروین، ۸۲، بازیکن فوتبال اهل ایرلند شمالی.

### ۲۹
- مارک لازاروس، ۸۶، بازیکن فوتبال اهل بریتانیا.

### ۳۰
- آلن فینی، ۹۱، بازیکن فوتبال اهل بریتانیا.

### ۳۱
- آدریانا آستی، ۹۲، بازیگر و صداپیشه اهل ایتالیا.

## اوت

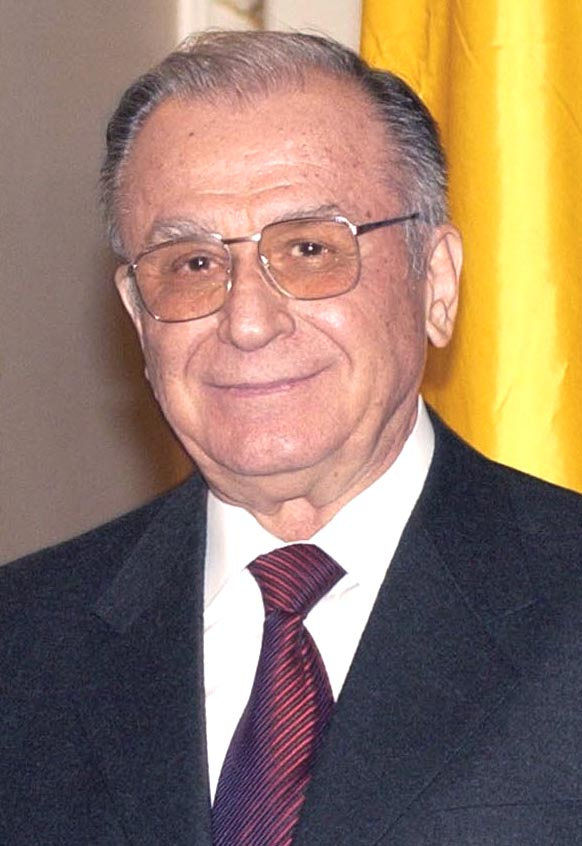
ایون ایلیسکو

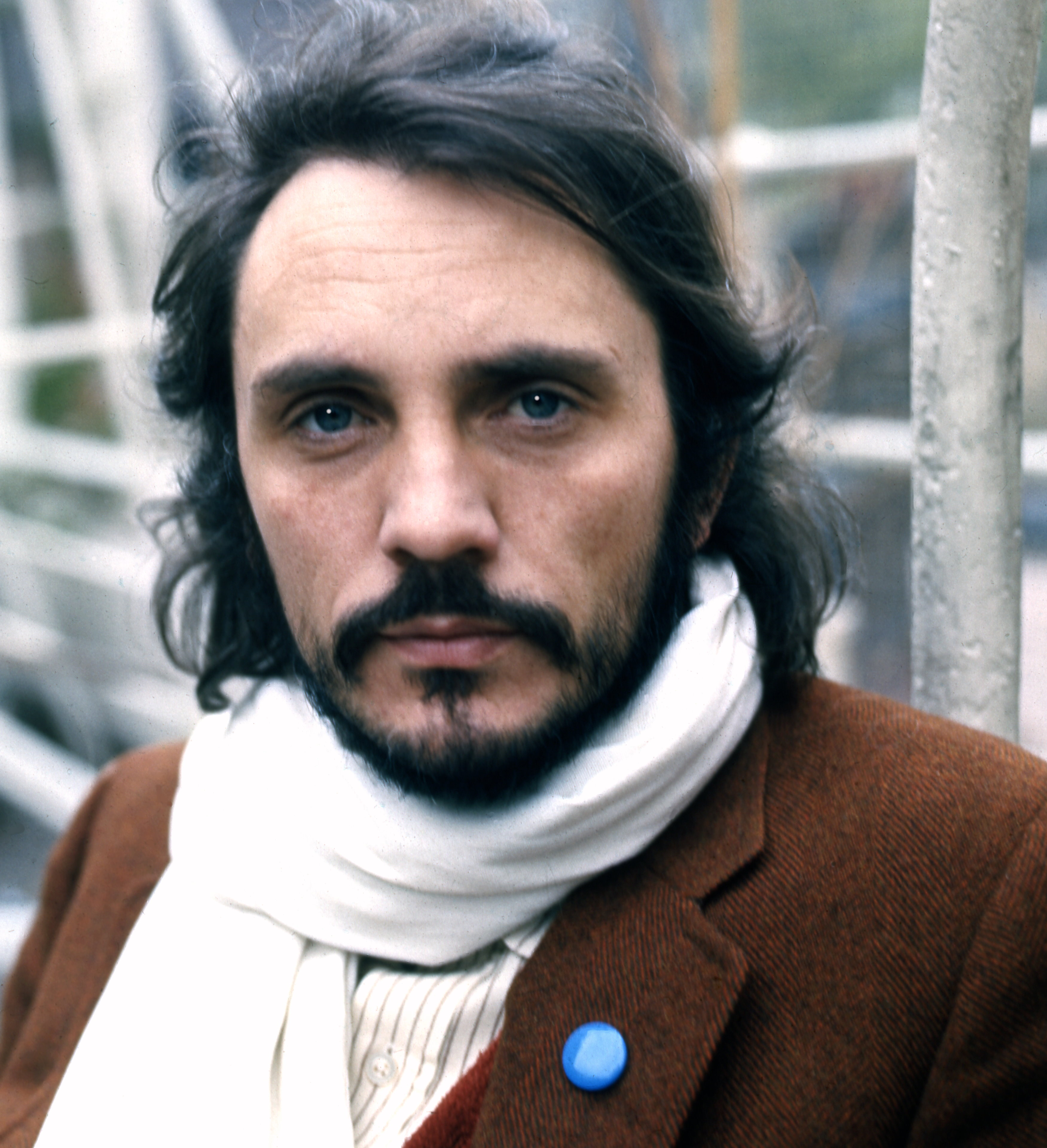
ترنس استامپ

### ۱
- عارف بابایف، ۸۷، خواننده اهل آذربایجان.
- جینی سیلی، ۸۵، خواننده، ترانه‌پرداز و تهیه‌کننده موسیقی و نویسنده اهل ایالات متحده آمریکا.
- جاناتان کاپلان، ۷۷، کارگردان اهل فرانسه.

### ۳
- لونی اندرسون، ۷۹، بازیگر اهل ایالات متحده آمریکا.
- الچین افندی‌اف، ۸۲، نویسنده، فیلم‌نامه‌نویس و ادبیات‌شناس اهل آذربایجان.

### ۴
- الدار شنگلایا، ۹۲، کارگردان و فیلم‌نامه‌نویس اهل اتحاد جماهیر شوروی و گرجستان.
- جین مورگان، ۱۰۱، هنرپیشه و خواننده اهل ایالات متحده آمریکا.

### ۵
- ایون ایلیسکو، ۹۵، سیاستمدار اهل رومانی.
- جرج کاستا، ۵۳، بازیکن فوتبال اهل پرتغال.
- پرویز کوزه‌کنانی، ۹۶، بازیکن فوتبال اهل ایران.

### ۷
- مینت سوی، ۷۴، سیاستمدار اهل برمه.
- جیم لاول، ۹۷، فضانورد اهل ایالات متحده آمریکا.

### ۸
- ویلیام اچ. وبستر، ۱۰۱، سیاستمدار اهل ایالات متحده آمریکا.

### ۹
- محمود فرشچیان، ۹۵، نقاش اهل ایران.

### ۱۰
- انس الشریف، ۲۸، روزنامه‌نگار فلسطینی.[۱]

### ۱۶
- ریشار تیلینسکی، ۸۷، بازیکن فوتبال اهل فرانسه.

### ۱۷
- ترنس استامپ، ۸۷، هنرپیشه اهل بریتانیا.
- شهرزاد، ۷۴، بازیگر ایرانی. [۲]